# Jan Raas
Jan Raas (Borsele, 8 novembre 1952) è un ex ciclista su strada, pistard e dirigente sportivo olandese.
Velocista con ottime doti di fondo che gli permettevano di essere competitivo anche nelle classiche, fu attivo nel professionismo dal 1975 al 1985 vincendo anche una Milano-Sanremo, due volte il Giro delle Fiandre (nel 1979 e nel 1983), una Gand-Wevelgem, una Parigi-Roubaix, una Parigi-Bruxelles e cinque Amstel Gold Race (record), nonché un campionato del mondo; nei venti anni a seguire fu quindi direttore sportivo del team Rabobank. Per quanto riguarda le classiche Raas risulta essere il quarto ciclista più vincente di sempre, dietro ai belgi Eddy Merckx, Roger de Vlaeminck, e Rik Van Looy.

## Carriera
Nella sua carriera professionistica, durata undici stagioni (otto delle quali nella TI-Raleigh di Peter Post), riuscì a imporsi in ben 145 corse. Specialista delle gare di un giorno, seppe aggiudicarsi la Milano-Sanremo già all'esordio nella corsa, nel 1977, e nel 1979 (anche mediante il decisivo aiuto dei compagni che lo spinsero in salita, delle vetture di servizio cui si attaccò e della scorrettezza in volata del tedesco Dietrich Thurau che buttò a terra l'italiano Giovanni Battaglin) il Campionato del mondo su strada 1979 corso in casa a Valkenburg, ma anche due edizioni del Giro delle Fiandre, tre E3 Harelbeke, una Parigi-Roubaix, una Milano-Sanremo, una Omloop Het Volk, cinque Amstel Gold Race, record, di cui quattro consecutive (la gara fu ribattezzata in suo onore, scherzosamente, "Amstel Gold Raas"), due Parigi-Tours e una Gand-Wevelgem. Prese il via ad otto Tour de France, vincendo dieci tappe e vestendo per quattro volte la maglia gialla.
Dopo il ritiro dall'attività, ufficializzato il 28 maggio 1985, passò sull'ammiraglia dell'ultima squadra per cui aveva corso, la Kwantum Hallen-Yoko: in questa formazione ricoprì il ruolo di direttore sportivo e manager nell'arco di venti stagioni consecutive, fino al 2004, attraverso cinque cambi di denominazione (l'ultimo, Rabobank); per lui gareggiarono atleti come Joop Zoetemelk, Edwig Van Hooydonck, Adrie van der Poel, Erik Dekker, Michael Boogerd e Óscar Freire.

## Palmarès

### Strada
- 1972 (Dilettanti)

6ª tappa Olympia's Tour
- 1973 (Dilettanti)

Ronde van Midden-Nederland
Classifica generale Omloop van Zeeuws-Vlaanderen
- 1974 (Dilettanti)

8ª tappa Olympia's Tour
10ª tappa Olympia's Tour
Campionato olandese, Prova in linea Dilettanti
1ª tappa Omloop van Zeeuws-Vlaanderen
- 1975

Grote Prijs Stad Zottegem
- 1976

Grand Prix Péruwelz
4ª tappa Giro del Belgio
Campionato olandese, Prova in linea
- 1977

1ª tappa Tour Méditerranéen
Milano-Sanremo
Amstel Gold Race
6ª tappa Tour de France
- 1978

Grand Prix d'Antibes
Grand Prix de Monaco
Amstel Gold Race
5ª tappa Quatre Jours de Dunkerque
3ª tappa Tour de Suisse
Prologo Tour de France
1ª tappa, 1ª semitappa, Tour de France
19ª tappa Tour de France
2ª tappa Ronde van Nederland
Parigi-Bruxelles
Grand Prix d'Automne
- 1979

Prologo Tour Méditerranéen
7ª tappa Tour Méditerranéen
3ª tappa Parigi-Nizza
E3 Prijs Vlaanderen
Giro delle Fiandre
Amstel Gold Race
1ª tappa, 2ª semitappa, Giro del Belgio
5ª tappa Tour de France
4ª tappa Deutschland Rundfahrt
Prologo Ronde van Nederland
2ª tappa Ronde van Nederland
Classifica generale Ronde van Nederland
Campionato del mondo, Prova in linea
- 1980

3ª tappa Étoile de Bessèges
2ª tappa Tour Méditerranéen
3ª tappa, 2ª semitappa, Tour Méditerranéen
Grand Prix de Cannes
Kuurne-Bruxelles-Kuurne
1ª tappa, 2ª semitappa, Parigi-Nizza
E3 Prijs Vlaanderen
Amstel Gold Race
3ª tappa Giro del Belgio
Prologo Giro di Lussemburgo
1ª tappa Giro di Lussemburgo
1ª tappa, 1ª semitappa, Tour de France
7ª tappa, 2ª semitappa, Tour de France
9ª tappa Tour de France
Acht van Chaam
3ª tappa Ronde van Nederland
- 1981

Grand Prix de Largentiere
Prologo Étoile de Bessèges
1ª tappa Étoile de Bessèges
3ª tappa Étoile de Bessèges
Classifica generale Étoile de Bessèges
3ª tappa, 2ª semitappa, Tour Méditerranéen
Omloop Het Volk
E3 Prijs Vlaanderen
Gand-Wevelgem
Grand Prix d'Automne
- 1982

Prologo Étoile de Bessèges
Dwars door België
Parigi-Roubaix
Amstel Gold Race
6ª tappa Tour de France
Prologo Ronde van Nederland
- 1983

Grand Prix de Bessèges
Kuurne-Bruxelles-Kuurne
1ª tappa, 1ª semitappa, Tre Giorni di La Panne
Giro delle Fiandre
Ronde van Midden-Zeeland
Campionato olandese, Prova in linea
- 1984

9ª tappa Tour de France
Campionato olandese su strada

#### Altri successi
- 1979

1ª tappa, 2ª semitappa, Parigi-Nizza (cronosquadre)
4ª tappa Tour de France (cronosquadre)
5ª tappa, 2ª semitappa, Ronde van Nederland (cronosquadre)
- 1980

5ª tappa, 2ª semitappa, Ronde van Nederland (cronosquadre)
- 1982

5ª tappa, 2ª semitappa, Ronde van Nederland (cronosquadre)

### Pista
- 1980

Sei giorni di Rotterdam (con René Pijnen)

## Piazzamenti

### Grandi Giri
- Tour de France

1976: 83º
1977: non partito (15ª tappa, 1ª semitappa)
1978: 24º
1979: ritirato (9ª tappa)
1980: ritirato (13ª tappa)
1982: ritirato (15ª tappa)
1983: ritirato (4ª tappa)
1984: ritirato (11ª tappa)

### Classiche monumento
- Milano-Sanremo

1977: vincitore
1978: 105º
1979: 12º
1980: 3º
1981: ritirato
1982: 14º
1983: 3º
1984: ritirato
1985: 93º
- Giro delle Fiandre

1976: 11º
1977: 3º
1978: 22º
1979: vincitore
1980: 3º
1981: 3º
1982: 13º
1983: vincitore
- Parigi-Roubaix

1975: 40º
1976: 7º
1977: 6º
1978: 3º
1979: 5º
1980: ritirato
1982: vincitore
- Liegi-Bastogne-Liegi

1977: 13º
1982: ritirato

### Competizioni mondiali
- Campionati del mondo su strada

Yvoir 1975 - In linea: ritirato
Ostuni 1976 - In linea: 8º
San Cristóbal 1977 - In linea: ritirato
Nürburgring 1978 - In linea: 13º
Valkenburg 1979 - In linea: vincitore
Sallanches 1980 - In linea: ritirato
Praga 1981 - In linea: ritirato
Goodwood 1982 - In linea: 17º
Barcellona 1984 - In linea: ritirato

## Riconoscimenti
- Sportivo olandese dell'anno nel 1979
- Trofeo Gerrit Schulte nel 1983